# Футбольний матч Україна — Португалія (2019)
Футбольний матч Україна — Португалія (2019) — футбольний матч останнього туру кваліфікаційного раунду чемпіонату Європи 2020 року між збірними України та Португалії, що відбувся 14 жовтня 2019 року на стадіоні НСК «Олімпійський» у Києві.
14 жовтня 2019 року збірна Португалії зазнала поразки від України (1:2) у матчі кваліфікації на Євро-2020. Але поєдинок став пам'ятним для нападника португальців Кріштіану Роналду. Він забив 700-й гол в офіційних матчах.
|  | Це прекрасний момент в моїй кар'єрі, але він з гіркотою, адже ми не перемогли. Однак, вважаю, ми повинні пишатися, адже провели відмінний матч. Чому я подивився в небо після гола? Не кожен може досягти такої позначки. Спасибі товаришам по команді, тренерам і всім, хто допомагав мені стати краще і досягти семи сотень голів», – сказав Кріштіану Роналду після матчу на київському НСК «Олімпійський». |

## Матч
| 14 жовтня 2019 20:45 (21:45 (UTC+3)) |

| Україна                  | 2:1      | Португалія         |
| ------------------------ | -------- | ------------------ |
| Яремчук 6' Ярмоленко 27' | Протокол | 72' (пен.) Роналду |

| «Олімпійський», Київ Глядачів: 65 883 Арбітр: Ентоні Тейлор |

| Україна | Португалія |

| УКРАЇНА:         |    |                     |          |           |
|                  |    |                     |          |           |
| ВР               | 12 | Андрій П'ятов       |          |           |
| ЗХ               | 4  | Сергій Кривцов      |          |           |
| ПЗ               | 6  | Тарас Степаненко    | 25', 72' |           |
| ПЗ               | 7  | Андрій Ярмоленко    | 27' 47'  |           |
| ПЗ               | 8  | Руслан Маліновський |          |           |
| НП               | 9  | Роман Яремчук       | 6' 73    |           |
| ПЗ               | 11 | Марлос              | 63       |           |
| ЗХ               | 16 | Віталій Миколенко   | 90'+4'   |           |
| ПЗ               | 17 | Олександр Зінченко  | 90'+4'   |           |
| ЗХ               | 21 | Олександр Караваєв  |          |           |
| ЗХ               | 22 | Микола Матвієнко    |          |           |
| Заміни:          |    |                     |          |           |
| ЗХ               | 3  | Ігор Пластун        |          | 90'+4'    |
| ПЗ               | 10 | Євген Коноплянка    |          | 63        |
| ПЗ               | 20 | Віктор Коваленко    |          | 73 90'+5' |
| Головний тренер: |    |                     |          |           |
| Андрій Шевченко  |    |                     |          |           |

| ПОРТУГАЛІЯ:      |    |                   |     |     |
|                  |    |                   |     |     |
| ВР               | 1  | Руй Патрісіу      |     |     |
| ЗХ               | 2  | Нелсон Семеду     |     |     |
| ЗХ               | 3  | Пепе              | 26' |     |
| ЗХ               | 4  | Рубен Діаш        | 64' |     |
| ЗХ               | 5  | Рафаел Геррейру   |     |     |
| НП               | 7  | Кріштіану Роналду | 72' |     |
| ПЗ               | 8  | Жуан Моутінью     | 56  |     |
| ПЗ               | 10 | Жуан Маріу        | 68  |     |
| НЗ               | 13 | Данілу Перейра    |     |     |
| НП               | 17 | Гонсалу Гуедеш    | 46  |     |
| НЗ               | 20 | Бернарду Сілва    |     |     |
| Заміни:          |    |                   |     |     |
| НП               | 11 | Брума             |     | 68' |
| ПЗ               | 16 | Бруну Фернандеш   |     | 56' |
| НП               | 23 | Жуан Фелікс       |     | 46' |
| Головний тренер: |    |                   |     |     |
| Фернанду Сантуш  |    |                   |     |     |

|  |